# 國立舞蹈學院 (意大利)
国立舞蹈学院（義大利語：Accademia nazionale di danza）是意大利罗马一所研究舞蹈艺术和音乐教育领域的公立高等教育机构，位于阿文丁山的largo Arrigo VII。

## 历史
1940年由欧根妮娅·鲍里森科（Eugenia Borissenko），艺名贾·鲁斯卡娅（Jia Ruskaja）在罗马创立，因为当时是意大利王国，名称为“皇家舞蹈学校”，后隶属于国家戏剧艺术学院。1948年获得自治权。第一位老师是Giuliana Penzi，Cia Fornaroli 的学生。其他舞蹈大师包括1950 年的 Clotilde 和Alexander Sakharoff以及 David Lichine，以及后来的Kurt Jooss和 Jean Cébron。1958年，“国家舞蹈中心”成立：一个由斯卡拉大劇院、圣卡洛剧院和羅馬歌劇院芭蕾舞团的主要成员组成的委员会，其中包括奥尔加·阿马蒂和吉多·劳里。1999年起国家舞蹈学院可授予一级和二级学位。